# Alan Medina (meksykański piłkarz)
Alan Medina Camacho (ur. 19 sierpnia 1997 w Culiacán) – meksykański piłkarz występujący na pozycji prawego skrzydłowego, od 2024 roku zawodnik Querétaro.